# Oleksandr Hnylyzkyj

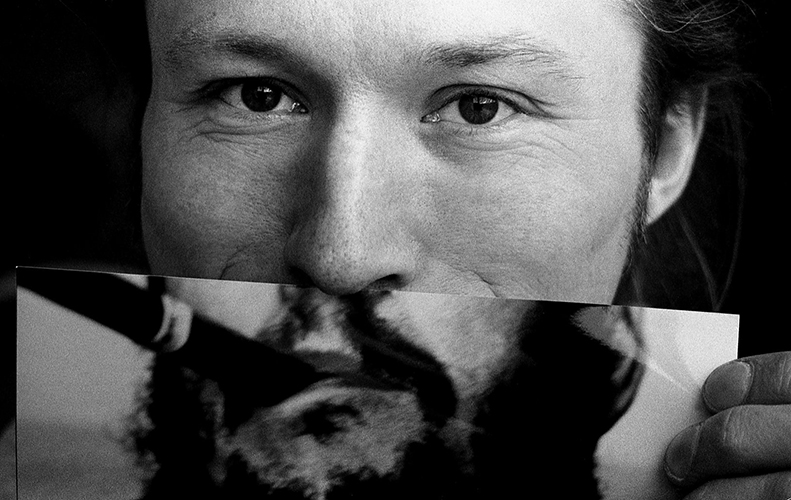
Oleksandr Hnylyzkyj. Foto von Wassyl Rjabtschenko, 1997

Oleksandr Anatolijowytsch Hnylyzkyj (ukrainisch Олександр Анатолійович Гнилицький; * 17. Juli 1961 in Charkiw, Ukrainische SSR, früher Alexander Gnilitskiy; † 1. November 2009) war ein ukrainischer Maler. Als Mitbegründer und bedeutendster Künstler der Ukrainian Trans Avantgarde arbeitete er mit Video-Konzept-Kunst und Graphik in Kiew, Ukraine und München, Deutschland.

## Ausbildung
- 1981–1987: Akademie der Künste, Ukraine
- 1976–1980: Charkiw Fine Art College

## Biografie
Hnylyzkyj zählte zu den Pionieren der „Southern Wave“-Malerei. Southern Wave bezeichnet eine Kunstbewegung zu Beginn der 1990er Jahre speziell in der Ukraine, die ihre Haupteinflusszeiten aus dem Umbruch nach der Perestroika gefunden hat. Im Gesamtprozess der ukrainischen Malerei der letzten Jahre, die sich vor allem durch die Bearbeitung der Thematiken der immer wieder aufkeimenden Unsicherheiten und Unberechenbarkeiten des ukrainischen Lebens widmet, ist Hnylyzkyj einer der beständigsten Künstler. Die Konsequenz seiner Arbeiten findet sich in der Flucht und beständigen Mimikry, die sich teilweise ins Absurde steigern. In seinen neuesten Arbeiten wendet er sich der Irrationalen Malerei zu, decodiert den Mythos und die Semantik der Helden der modernen Animationsfilme, Märchen und Legenden in einen persönlichen, individuellen Mythos.
Während seiner Schaffensperiode in München wandte er sich von der Betrachtung der Wechselbeziehung zwischen Gemälden, Photographien und Objekten ab, welche vor allem seine Installationen in den 1990ern thematisiert haben, und widmet sich der „realistischen“ Malerei. Die „Portraits“ von Schuhen und Kleidungsstücken reflektieren die photographischen Darstellungen von Bernd und Hilla Becher oder auch Andreas Gursky – die hier in der Form von Monumenten präsentiert werden. Während seiner künstlerischen Tätigkeit gründete er 1996 die auf dem ukrainischen Künstlerkollektiv und einer NGO-Organisation basierende „Institution of Unstable Thought“. 2002 begann er Produktionsdesign für Film und Fernsehen zu entwerfen, und außerdem ist er als Konzeptkünstler für Live-Aktionen tätig.

## Ausstellungen
- 2007: Bereznitsky Gallery and CCA, Kiew, Ukraine, Shargorod and the following
- 2007: Stella Foundation, Moskau, Russland, Mediacomfort
- 2006: Stella Art Gallery, Moskau, Russland, ColorStripes
- 2006: Bereznitsky Gallery (L-art), Kiew, Ukraine, B-painting
- 2006: Bereznitsky-Gallery (L-art), Kiew, Ukraine, Art Moscow

## Gruppenausstellungen
- 2007: Venice Biennale, Ukrainian Pavillon
- 2006: Bereznitsky Gallery (L-art), Kiew, Ukraine, New Formate
- 2006: Kunsthalle Wien, Österreich, Postorange
- 2006: PinchukArtCenter, Kiew, Ukraine, New Space
- 2006: Regina Gallery, Moskau, Russland, Go ukraine, go!
- 2006: FineArtFair, Manezh, Moskau, Russland
- 2006: ArtMoscow, Central House of Artists, Moskau, Russland
- 2004: Ukrainian Artists’ Union Gallery, Age of romantism
- 2003: Central House of Artists, Moskau, Russland, Digital Russia
- 2003: Bereznitsky Gallery, (L-art), Kiew, Ukraine, Waiting of Karmapa
- 2003: MoscowArtFair, Russland, Us-Them
- 2002: Ukrainian Artists’ Union Gallery, Kiew, UA, This Killing Beauty
- 2001: City Gallery, Rosenheim, Deutschland, Isskustvo 2000 – New Art from Russia
- 2000: Kiev International Media Art Festival, Kiew, Ukraine, Alter Natura
- 2000: Nationa Art Museum, Kiew, UA, Intervals
- 1999: International Art Festival, Kiew, UA, Pinakotheque
- 1994: Fine Art Museum, Odessa, UA, Free Zone* 2006: Art Moscow, Bereznitsky-Gallery
- 1998: Gallery of the Center for Contemporary Art at NaKUMA, Ukraine, The Thing within inside
- 1994: Szuper Gallery, München, dairy Maid
- 1991: 1.0 Gallery, Moskau, Russland, According to the Plan

## Einzelnachweis
1. ↑  Nachruf (Seite nicht mehr abrufbar, festgestellt im Mai 2019. Suche in Webarchiven)  Info: Der Link wurde automatisch als defekt markiert. Bitte prüfe den Link gemäß Anleitung und entferne dann diesen Hinweis.

| Personendaten    | Personendaten |
| ---------------- | --- |
| NAME             | Hnylyzkyj, Oleksandr |
| ALTERNATIVNAMEN  | Hnylyzkyj, Oleksandr Anatolijowytsch (vollständiger Name); Gnilitskiy, Alexander; Avantgarde, Ukrainian Trans; Гнилицький, Олександр Анатолійович (ukrainisch) |
| KURZBESCHREIBUNG | ukrainischer Maler |
| GEBURTSDATUM     | 17. Juli 1961 |
| GEBURTSORT       | Charkiw, Ukrainische Sozialistische Sowjetrepublik |
| STERBEDATUM      | 1. November 2009 |
| STERBEORT        | Kiew, Ukraine |